# Lotnisko Brzeg-Skarbimierz
Lotnisko Brzeg-Skarbimierz – zlikwidowane lotnisko i baza lotnicza pierwotnie niemiecka, następnie radziecka, położone w Skarbimierzu-Osiedlu na południowy zachód od Brzegu na terenie pól należących wcześniej do wsi Skarbimierz, Pępice i Małujowice w województwie opolskim.

## Lotnisko do 1945 roku
Artykuł o brzeskim lotnisku podczas I wojny światowej pochodzi z : „Brieger Heimatblätter” (Brzeskich kart ojczystych) ukazał się w cyklu „Brzeg i jego żołnierze”. T. 92. 1932. Brak numerów stron w książce
Na początku I wojny światowej pojawił się projekt umieszczenia rosyjskich jeńców wojennych w obozie jenieckim na wzgórzach między Brzegiem i Zielęcicami. Projekt został zarzucony, niemniej miasto podjęło pertraktacje z wojskiem w sprawie utworzenia na tym terenie lotniska z kwaterami i budynkami technicznymi dla zapasowej jednostki lotniczej. W rezultacie tych pertraktacji miasto nabyło tereny, uzbroiło je i oddało do dyspozycji wojska. W latach 1914–1915 perspektywa, że po zakończeniu wojny pozostanie tu garnizon lotniczy, była dla władz miasta powodem do podejmowania wysiłków w celu utrzymania lotniska.
Przeznaczoną dla Brzegu Lotniczą Jednostkę Zapasową Nr 11 utworzono na Gądowie Małym 28 czerwca 1915 i początkowo umieszczono w znanym lokalu rozrywkowym „Na ostatnim groszu”, gdzie miała do dyspozycji jedno pomieszczenie biurowe. Do nowo powstałej jednostki odkomenderowani zostali kapitan Gabriel, płatnik Strauchmann, mistrz (podoficer techniczny) Grolow, zastępca oficera Frohberg – na kierownika warsztatów lotniczych, później porucznik Seeberger, zastępca oficera Pelz – na kierownika magazynów, później porucznik Wintgen z Brzegu, Eugen Wolf z Brzegu – na koniuszego (ten stopień / funkcja pochodzi z kawalerii i odpowiada podoficerowi technicznemu), poza tym podoficer i 5. żołnierzy na kancelistów. Kwatery znajdowały się w parku Cesarza Fryderyka, w Karczmie Sądowej na Gądowie Małym i w gospodzie na Kozanowie, później doszły jeszcze kwatery rekruckie. Gdy armijny park lotniczy „Wschód” został przeniesiony do Rosji, przejęto budynki, był to hangar remontowy z pomieszczeniami magazynowymi, 4 hangary samolotowe, hala magazynowa, 2. drewniane szopy firmy Heidenreich, garaże samochodowe i warsztaty szkolne.
Właściwym miejscem dyslokacji jednostki był Brzeg, Gądów był jedynie etapem przejściowym. Pod koniec 1915 rozpoczęto rozbudowę infrastruktury na terenach pod Zielęcicami. Na początku wzniesiono hangar remontowy z warsztatami, 2 hangary samolotowe, centralę i garaże samochodowe, które zostały niezwłocznie zajęte przez jednostkę. Do końca 1916 oddano do użytku: hangar remontowy z pomieszczeniami warsztatowymi, magazyny, biura i dział fotograficzny, 10 hangarów samolotowych z ogrzewaniem powietrznym, garaże samochodowe, warsztaty szkolne, centralę, 4 baraki magazynowe, 3 duże baraki drewniane, stację kontroli silników, strzelnicę dla karabinów maszynowych, bocznicę kolejową, kasyno oficerskie, 2 murowane baraki sztabowe, 2 kantyny, 16 murowanych i drewnianych baraków mieszkalnych, murowany barak na skład broni i amunicji, magazyn sortów mundurowych, murowany barak na odwach i izbę chorych.
Głównym zadaniem Lotniczej Jednostki Zapasowej Nr 11 było szkolenie oficerów, podoficerów i żołnierzy jako pilotów i obserwatorów  w rozpoznaniu lotniczym, fotografii i obsłudze broni (pokładowej) w celu zapewnienia kadry dla frontu. Od 1915 do listopada 1918 Lotnicza Jednostka Zapasowa Nr 11 pod kierunkiem koniuszego Wolfa z Brzegu wyszkoliła i wysłała na front 38 do 40 oddziałów lotnictwa frontowego. 9 listopada 1918 na lotnisku wybuchła rewolucja (Brzeg był pierwszym miastem na Śląsku, w którym doszło do tych wypadków). Ostatnim dowódcą jednostki był kapitan Hildebrand.
Po klęsce Niemiec z wszystkich frontów powracały na lotnisko oddziały lotnicze z resztkami sprzętu i materiałów (przyjeżdżało dziennie 40–50 wagonów z ludźmi i sprzętem). Żołnierze porzucali swe jednostki i rozchodzili się. W tej sytuacji o demobilizację troszczył się koniuszy Wolf. Rozładunkiem materiałów zajmowało się 100. Rumunów pod kierownictwem tłumacza – umieszczano je w opróżnionych hangarach. Później część sprzętu zlicytowano, a resztę przejął na sprzedaż Urząd Likwidacyjny Rzeszy.
W Lotniczej Jednostce Zapasowej Nr 11 panowały wówczas silne nastroje rewolucyjne i w celu wyjaśnienia sytuacji 14 maja 1919 lotnisko obsadziły oddziały Reichswehry. Lotnicza Jednostka Zapasowa Nr 11 została rozwiązana, a to co z niej zostało 15 maja 1919 przemianowano w „Reichswehrę lotnisko Brzeg”. Formacja ta została następnie przekształcona w pododdział samochodowy – kadrę 3. kompanii samochodowej, stacjonującej później w Nysie. Część jednostki przeniesiono do Grenzschutzu.
Postanowieniami traktatu wersalskiego brzeski garnizon został rozwiązany. Urządzenia lotniska zostały zdemontowane i zniszczone. Tereny i budynki wojskowe przeszły w posiadanie miasta  .
W latach 1934–1935 reaktywowano i powiększono lotnisko Luftwaffe pod Zielęcicami, a pod Skarbimierzem powstały koszary, zajęte 1 października 1937 przez 13. grupę lotnictwa zwiadowczego, której pierwszym dowódcą był generał major Müller. Na liczącym 165 hektary terenie lotniska znajdował się m.in. zorientowany w kierunku wschodnio-zachodnim pas startowy o długości 1,5 km, przedłużony pod koniec wojny do 2 km, a obok budynków koszarowych i technicznych oraz urządzeń kontroli lotów istniały również boiska i basen pływacki. Na brzeskim lotnisku służył m.in. książę Ludwik Ferdynand (II) Hohenzollern, syn ostatniego następcy tronu (wnuk cesarza Wilhelma II). Komendantem placu był w czasie wojny major Baumann  .
W 1939 z lotniska startowały samoloty bombardujące Polskę. Na południowym skraju lotniska znajdował się obóz pracy „Brieg-Pampitz” – filia obozu w Groß-Rosen. Ginęli tam w latach 1939-45 jeńcy polscy, francuscy, radzieccy, żydowscy. W miejscu kaźni wystawiono pamiątkową tablicę .

## Lotnisko od 1945

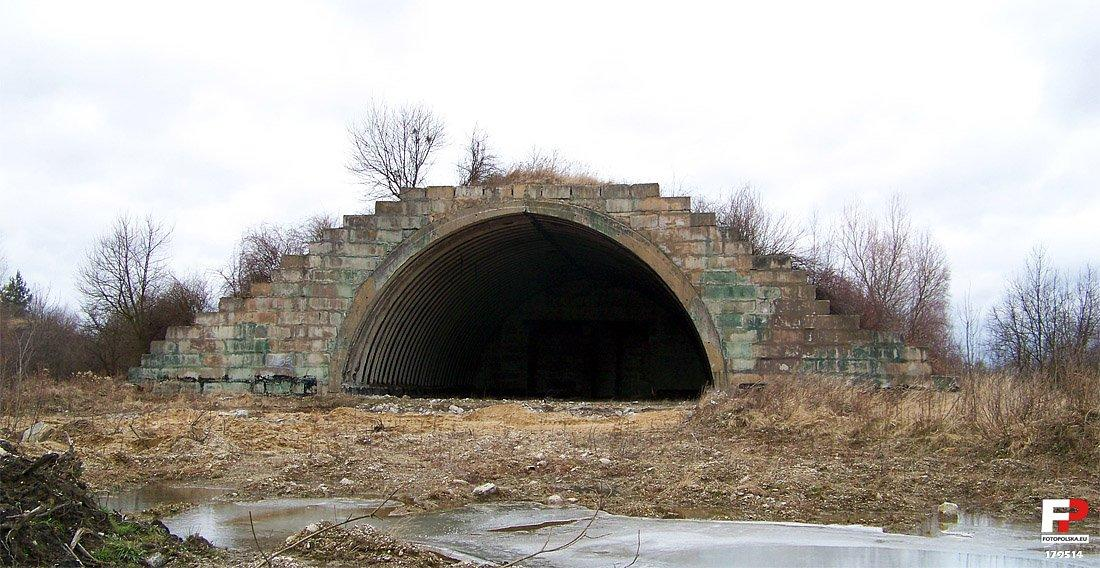
Hangar na lotnisku w Skarbimierzu (luty 2011)

W 1945 zdobyte przez wojska radzieckie wraz z dużą ilością sprzętu i amunicji. Po tym roku obiekt przeszedł w ręce wojsk radzieckich. Rosjanie dokonali jego rozbudowy i powiększenia. Stanowiło ono jedną z największych radzieckich baz lotniczych PGWAR w Polsce. Obszar bazy lotniczej o powierzchni ok. 680 hektarów obejmował właściwe lotnisko z pasem startowym i drogami kołowania, prawie 40 schronów samolotowych, dwie wieże kontroli lotów (jedna w budowie) oraz zaplecze: koszary, kilka hangarów remontowych, osiedle mieszkaniowe i dwie bazy paliwowe, ponadto skład bomb. Lotnisko posiadało betonową drogę startową o długości 2500 m i szerokości 60 m .

### Stacjonujące jednostki
- 151. Samodzielny Pułk Walki Radioelektronicznej wyposażony w samoloty Jak-28PP, miał on na celu niszczenie stacji radarowych nieprzyjaciela – samoloty te miały charakter myśliwsko-bombowy (wycofany z terytorium Polski pod koniec lat 80. XX wieku).
- 164. Kerczeński Samodzielny Pułk Lotnictwa Rozpoznawczego – wyposażony w MiG-25RB, MiG-25BM, Su-24MR. (Stacjonował on na lotnisku od 31 grudnia 1958 do 1 sierpnia 1990).
- 55. Sewastopolski Samodzielny Pułk Śmigłowców (stacjonował od kwietnia 1981 do czerwca 1989, kiedy jednostkę przeniesiono do Legnicy, a potem na lotnisko Kołobrzeg-Bagicz).
- 871. Pomerański Pułk Lotnictwa Myśliwskiego (przeniesiony w 1989 z lotniska Kołobrzeg-Bagicz – stacjonował do 1990)[3] .

### Wypadek na lotnisku w 1983
27 września 1983 polski pilot por. Bokwa z 11 plm OPK z Wrocławia wykonywał samolotem MiG-21MF nr 7915 nocy lot na rozpędzanie do maksymalnej liczby Ma w kierunku Krakowa. Po wykonaniu skrętu w kierunku swojego lotniska, zaświeciła lampka awaryjnej pozostałości. Poprosił swojego kierownika lotów (KL) o zgodę na zejście z rubieży. Zgodę otrzymał, poprosił także o włączenie reflektorów. Kierownik lotów wszystko to wykonał, jednak pilot, w silnym stresie wykonywał zajście wzrokowe na KNS (latarnię kodową) ale ... radzieckiego lotniska Brzeg, na którym też trwały loty i paliło się oświetlenie DS. Gdy por. Bokwa był już na podejściu, na DS lotniska Brzeg, na start oczekiwała załoga Jak-28U. Radziecki KL dostrzegł na ścieżce podejścia samolot i na wszystkich kanałach łączności starał się wyjaśnić, co się dzieje. Bez skutku. Nie dał również komendy załodze Jaka skołowania z DS. Dowódca załogi Jaka usłyszawszy na kanale startowym krzyki KL, sam bez komendy zaczął skołowywać na grunt po tym, jak KL włączył reflektory (w nadziei, że lądujący pilot dostrzeże stojący na DS samolot), jednak polski pilot zaczepił golenią swojego MiG-a o nos Jaka, w wyniku czego śmierć na miejscu poniósł pilot Igor Sysojew, dowódca załogi kapitan Władimir Fiodorowicz Kołobow ocalał. Polak również nie odniósł obrażeń. Pięć znajdujących się jeszcze w powietrzu samolotów ze 151 samodzielnego pułku lotniczego walki radioelektronicznej zostało skierowanych na zapasowe lotnisko Szprotawa-Wiechlice. Kapitan Kołobow zmarł na zawał serca w pociągu, w drodze do domu na przymusowy urlop, dzień po tym wydarzeniu. Żadna wspólna polsko-radziecka komisja nie badała tego wypadku.

## Lotnisko po 1993
Teren bazy trafił w polskie ręce w roku 1993. Grunt przejął Skarb Państwa, a następnie przekazał gminie Skarbimierz (wówczas gminie wiejskiej Brzeg), a sam teren byłej bazy uległ szybkiej dewastacji. Droga startowa obecnie jest sukcesywnie rozbierana. Tereny towarzyszące zostały zagospodarowane na cele cywilne, powstały nowe osiedla jednorodzinne, liczne zakłady usługowe i drobny przemysł oraz Sala Zgromadzeń Świadków Jehowy. Wybudowano także siedzibę gminy przeniesionej z Brzegu i powołano nową jednostkę administracyjną Skarbimierz-Osiedle. Od 2007 rozpoczęła się także parcelacja terenu właściwego lotniska i powstały na nim w ramach utworzonej podstrefy Wałbrzyskiej Specjalnej Strefy Ekonomicznej nowe zakłady przemysłowe, m.in. Mondelēz International, Fabryka Puszek Skarbimierz Polska Sp. z o.o.